# Tind Hallkelsson
Tind Hallkelsson, född vid 950-talets början, död troligen år 1015, var en isländsk furstelovskald hos Håkon jarl Sigurdsson i Norge. År 986 kämpade han på jarlens sida i slaget vid Hjörungavåg, och kungasagornas uppgifter om slaget bygger i inte oväsentlig grad på Tinds vittnesmål. 

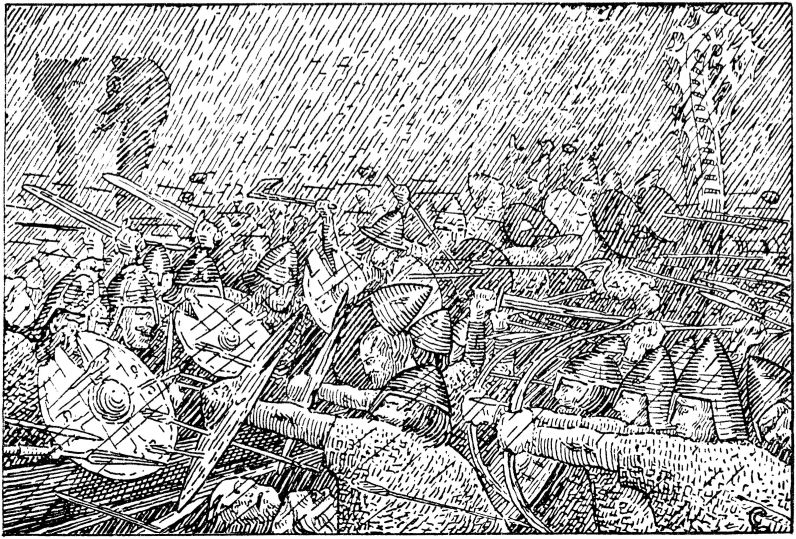
Tind Hallkelsson deltog i slaget vid Hjörungavåg, som enligt sagorna avgjordes genom en med trolldom framkallad hagelstorm. Men hos Tind är detta stridshagel troligen bara ett skaldiskt bildspråk. Teckning: Halfdan Egedius.

## Släkt och familj
Tind växte upp på gården Hallkelsstad (Hallkelsstaðir) i dalen mellan Kjarrån och Fljót på sydvästra Island. Fadern hette Hallkel Hrosskelsson och moderns namn var Turid Dylla. På fädernet härstammade han i femte led från "skaldikens fader" Brage Boddason och dennes hustru Lopthöna, dotter till fornskalden Erp den lutande. Tind hade en syster, Grima, och tre bröder, Torarin, Finnvard och Illuge. Yngste brodern Illuge blev senare känd som Illuge den svarte (Illugi hinn svarti): han var den mäktigaste hövdingen på Island vid 1000-talets början och far till skalden Gunnlaug ormstunga.

## Levnad

### Dråpet på Musa-Bölverk
Det första som är känt om Tind Hallkelsson är att han, enligt Landnámabók, tillsammans med brodern Illuge omkring år 970 överföll och dräpte grannen Musa-Bölverk på Hraunsás. Motivet tycks ha varit blodshämnd. Troligen hade Bölverk i ett tidigare bråk haft ihjäl de båda dråpsmännens äldre bror Torarin.
Det är möjligt att Tind nu tvingades fly från Island. I Harðar saga Grímkelssonar påstås att han under någon tid uppehöll sig i Harald gråfälls hird i Norge. Den uppgiften har dock betvivlats; det är inte ens säkert att kung Harald då längre var i livet. Å andra sidan har de flesta årtalsangivelser från denna tid en viss osäkerhetsmarginal — det gäller även året för Haralds död. Tind är dock inte upptagen i Skáldatals lista över Harald gråfälls skalder. Om han trots allt var i Norge vid denna tid, så var det nog som flykting, inte som skald — därtill var han alltför ung.

### Slaget vid Hjörungavåg
Säkert är emellertid att Tind var hos Håkon jarl i Norge år 986, då landet angreps av en till synes oövervinnlig armada av jomsvikingar, som med eld och brand förhärjade kusterna. Enligt Snorre Sturlasson var angriparnas skepp överlägsna försvararnas: de var större och hade högre bordläggning vilket var viktigt vid sjöstrid. Slaget vid Hjörungavåg, där norrmännen samlade sig till motstånd, höll därför på att gå mycket illa.
Krigslyckan vände, enligt Jomsvikingasagan, när Håkon, som var hedning, offrade sin sjuårige son till sina skyddsdiser. Med denna trolldom frammanade han storm, åska och hagel: «Alla jomsvikingarna måste slåss med ovädret rakt i ansiktet. Haglet var så hårt och skuren så svår, att många inte ens kunde stå upprätt för det.»
Fast den som inte vill tro på trolldom kan kanske misstänka att också Bue digre — en av jomsvikingarnas anförare — hade någon del i nederlaget då han, tydligen segerrusig i förtid, lät kapa trossarna och bryta slagordningen för att förfölja flyende skepp. Därmed skapade han en lucka som Håkon jarls son Erik utnyttjade — och det var nog det som avgjorde striden.
Tind Hallkelssons insats i slaget omtalas inte, men i A-versionen av Fagrskinna är han dock nämnd som den fjärde isländske skald som kämpade på Håkons sida. De övriga tre var Einar skålaglamm, Torleif skumme och Vigfus Viga-Glumsson.
Troligen redan samma år hade Tind diktat färdigt sin Hákonardrápa: en hyllning till segraren vid Hjörungavåg. Sannolikt framfördes drapan inför jarlen själv under julens stora segerfest på Lade.
Enligt Harðar saga återvände Tind kort efteråt till Island, där han övertog ansvaret för familjesätet Hallkelsstad.

### Hedslaget (Heiðarvíg)
Sista gången som Tind omtalas är i samband med bygdeslaget på Tvedögra hed år 1015. Det rörde sig här om blodshämnd orsakad av dråpet på hövdingen Viga-Styr, vilken urartade och utlöste nya blodshämnder tills konflikten kulminerade i en väpnad uppgörelse med cirka femtio man inblandade. Om detta berättas utförligt i Heiðarvíga saga. 
Det brukar antas att Tind stupade i detta slag, även om huvudhandskriften till Heiðarvíga saga (AM 450 B 4to) inte ens nämner att han blivit sårad. Två andra handskrifter, samt en tredje, numera försvunnen, som finns citerad i Finnur Magnússons äldsta tryckta utgåva av sagan, uppger dock att Tind skulle ha legat sårad och döende på valplatsen när hans bror Illuge svarte med sina män för sent anlände till stridsskådeplatsen.
I vilket fall som helst försvinner Tind här ur historien; några senare uppgifter om honom finns inte.

## Verk

### Hákonardrápa
Av Tinds drapa om Håkon jarl har nio strofer och två helmingar bevarats i Fagrskinnas Jómsvíkinga saga (AM 510). Tre av dessa strofer finns också i Snorre Sturlassons Heimskringla, och en halvstrof finns  i Skáldskaparmál.
I sagorna, som nedskrevs flera sekler efter jomsvikingaslaget, var det ju skyddsdisen Torgerd Hölgabrud som i gestalt av en hagelstorm vände stridslyckan. Men Tind, som själv var där, har mycket litet att säga om den saken: «Dreif at Viðris veðri |—| þrimu hagli», det vill säga: «Det drev stridshagel [egentligen åskskrällens, alltså vapentordönets hagel] i Vidrirs [=Odens, krigsgudens] storm.»
Ordet þrima har antagligen den skaldiska betydelsen av "slagets tordön", och det är rimligt att Tinds avsikt bara varit att beskriva stridens häftighet. Frågan är om inte sagornas skildring av det övernaturliga "stridshaglet" helt enkelt har sin grund i en alltför bokstavlig tolkning av detta skaldiska bildspråk.
En ruskig bild av slagets följder ges i drapans sista bevarade halvstrof:
| Under tycktes, när trönder tog i vikarna liken fällda där gudars gulddrott [=Håkon jarl] glatts — så fjärran från platsen. | Undr es þreytt, ef Þrœndir þann kenndu val's sendi golls samnandi gumna, goðvarr hræum fjarri. |  |

Ohlmarks, som översatt strofen, förklarar: «Så ofantligt många voro liken efter detta blodiga slag, att de fyllde fjordarna och drev långt ut till havs, där de med strömmen flöt upp ända till Trondheimsfjorden — ett dittills osett under.» 

### Heiðarvígavísur(lausavísur)
Två "lösa verser" på drottkvätt, vilka Tind uppges ha kvätt på Tvedögra hed (enligt några källor då han låg döende på platsen), har bevarats i Heiðarvíga saga. Stroferna berättar om hur striden gått och hur många som fallit.